# Siegfried August Mahlmann

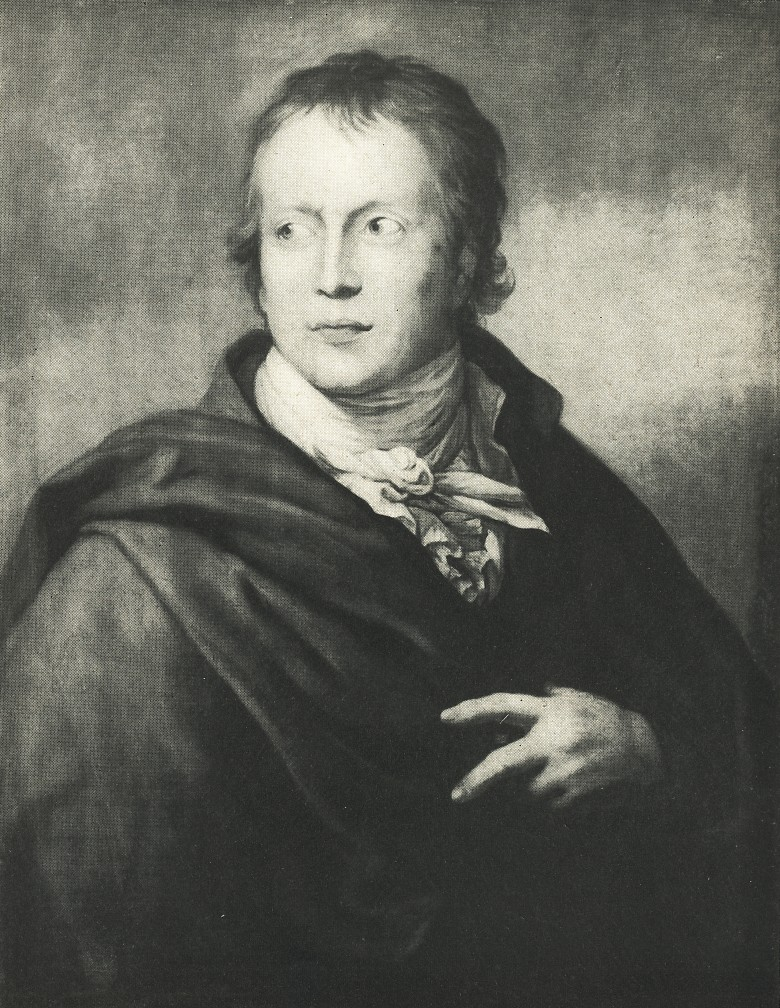
Siegfried August Mahlmann por volta de 1806.

Siegfried August Mahlmann (13 de maio de 1771 – 16 de dezembro de 1826) foi um poeta e editor da Alemanha.
Mahlmann nasceu em Leipzig, e cursou direito na Universidade de Leipzig. Quando jovem, foi tutor de um jovem da nobreza, acompanhando-o à cidade de Göttingen, e depois em uma viagem pelo norte da Europa. A partir de 1799 ele se tornou livreiro, escritor, e editor de textos. De 1806 a 1816 ele editou o jornal Zeitung für die elegante Welt ('jornal para o mundo elegante'), e de 1810 a 1818 o jornal Leipziger Zeitung, sendo que esta lhe rendeu um breve período em cárcere 1813 pela França durante as Guerras Napoleônicas, quando ficou trancafiado no forte de Erfurt.
Entre seus escritos estão um romance, Albano der Lautenspieler (1802), uma paródia de Die Hussiten vor Naumburg (1803) de August von Kotzebue, e vários contos. A sua poesia foi bastante popular no Século XIX, e foi publicada em uma coleção em 1825, e depois postumamente em 8 volumes em 1839–40, e 3 volumes em 1859. Seus mais conhecidos poemas foram "Sehnsucht" (1802) e "Weinlied" (1808). Adicionalmente, ele adaptou a letra de "God Save the King" ao Reino da Saxônia, escrevendo Gott segne Sachsenland (Deus salve a Saxônia).
Ele estudou Ciências naturais e Economia, sendo escolhido presidente da sociedade econômica de sua cidade.